# Премія БАФТА у кіно (67-ма церемонія вручення)
67-а церемонія вручення нагород Британською академією телебачення та кіномистецтва, більш відома як БАФТА, за досягнення в сфері кінематографа за 2013 рік, що відбулася 16 лютого 2014 року в Королівському театрі Ковент-Гарден в Лондоні.
Церемонія транслювалася по BBC One і BBC Three. Ведучим церемонії вдев'яте був Стівен Фрай. Рейтинги шоу були найнижчими з 2010 року, 4,73 млн людей дивилося церемонію.

## Список лауреатів і номінантів

Лауреати премії
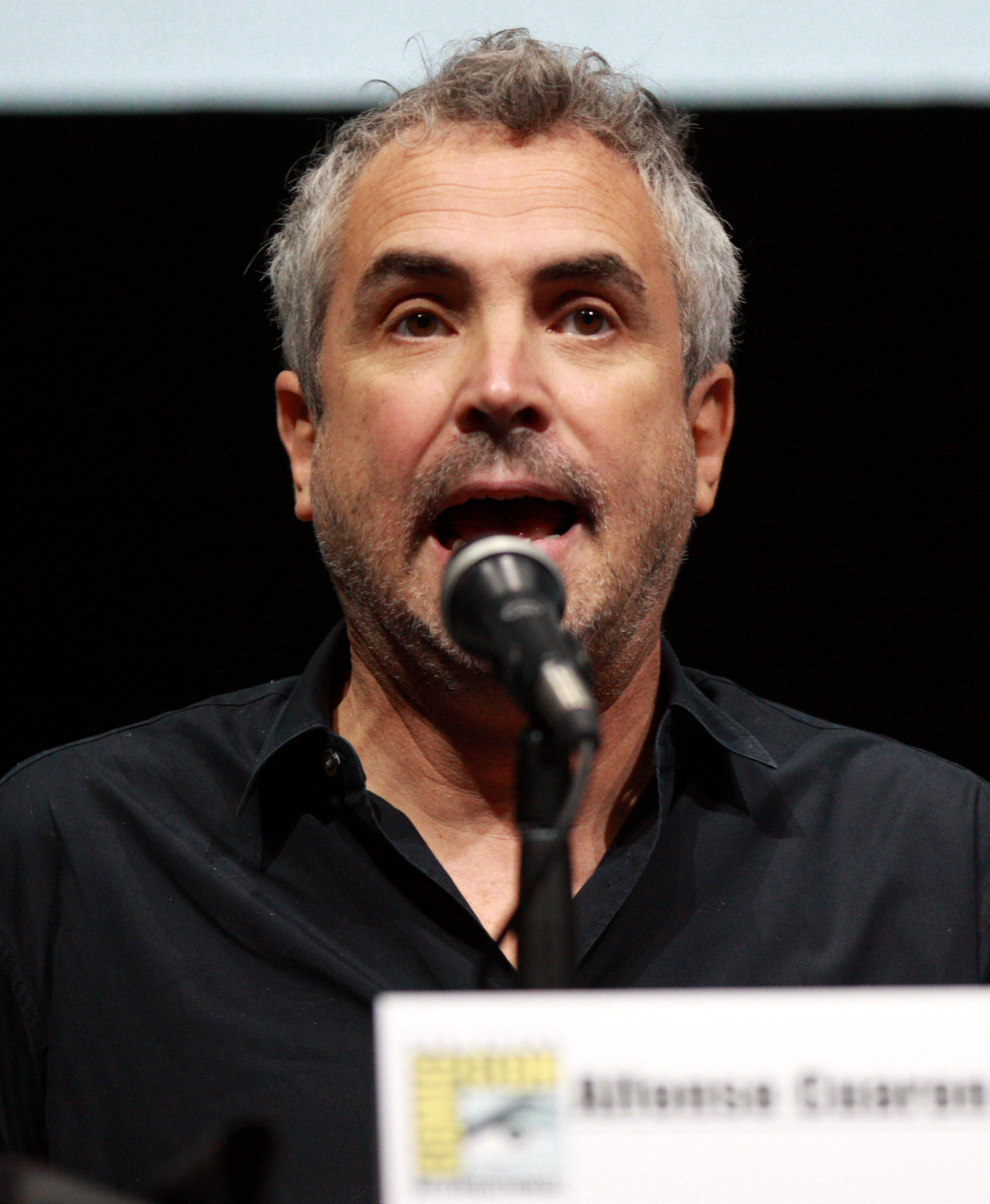
Альфонсо Куарон, «Найкращий режисер»
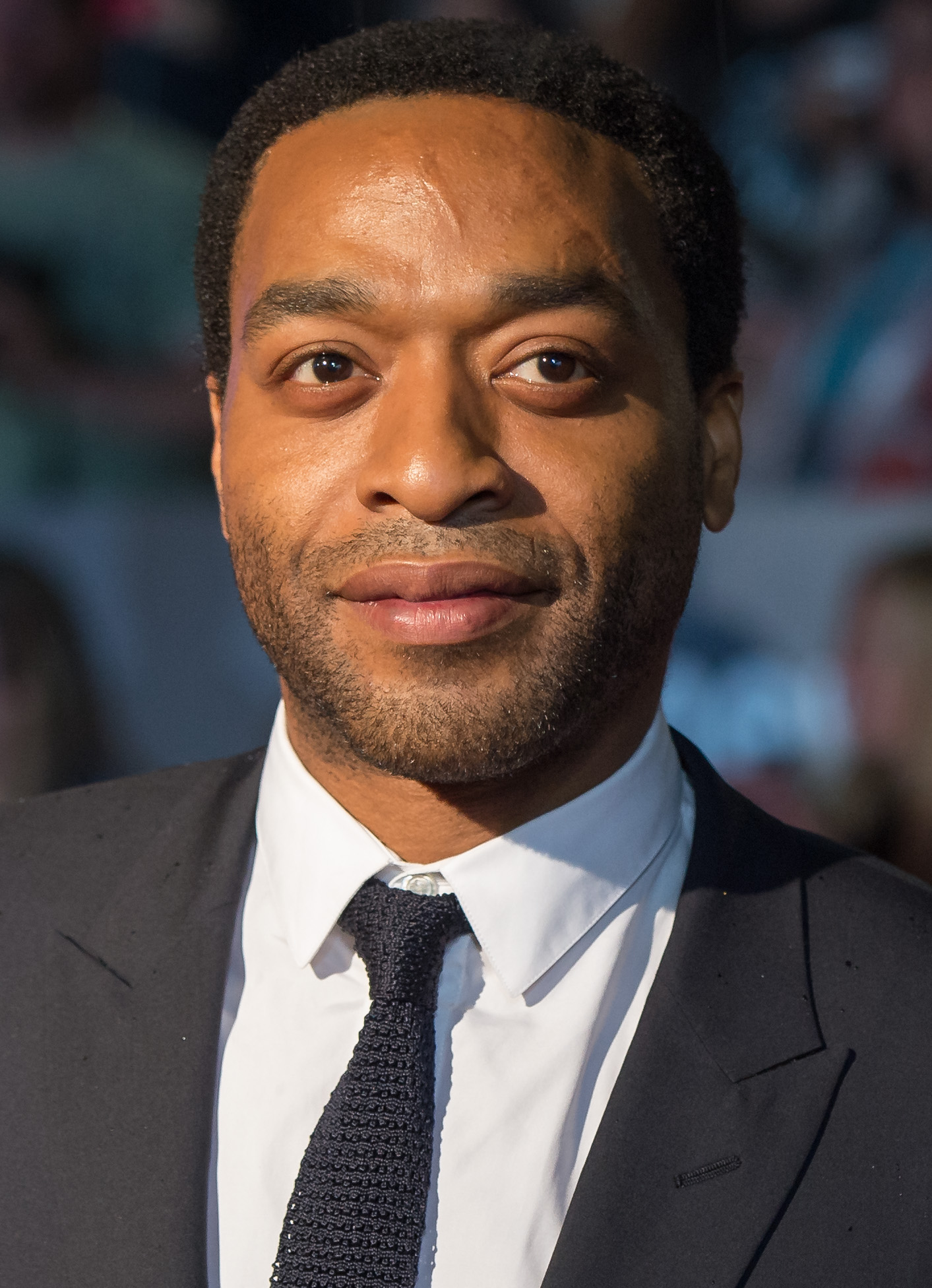
Чіветел Еджіофор, «Найкраща чоловіча роль»
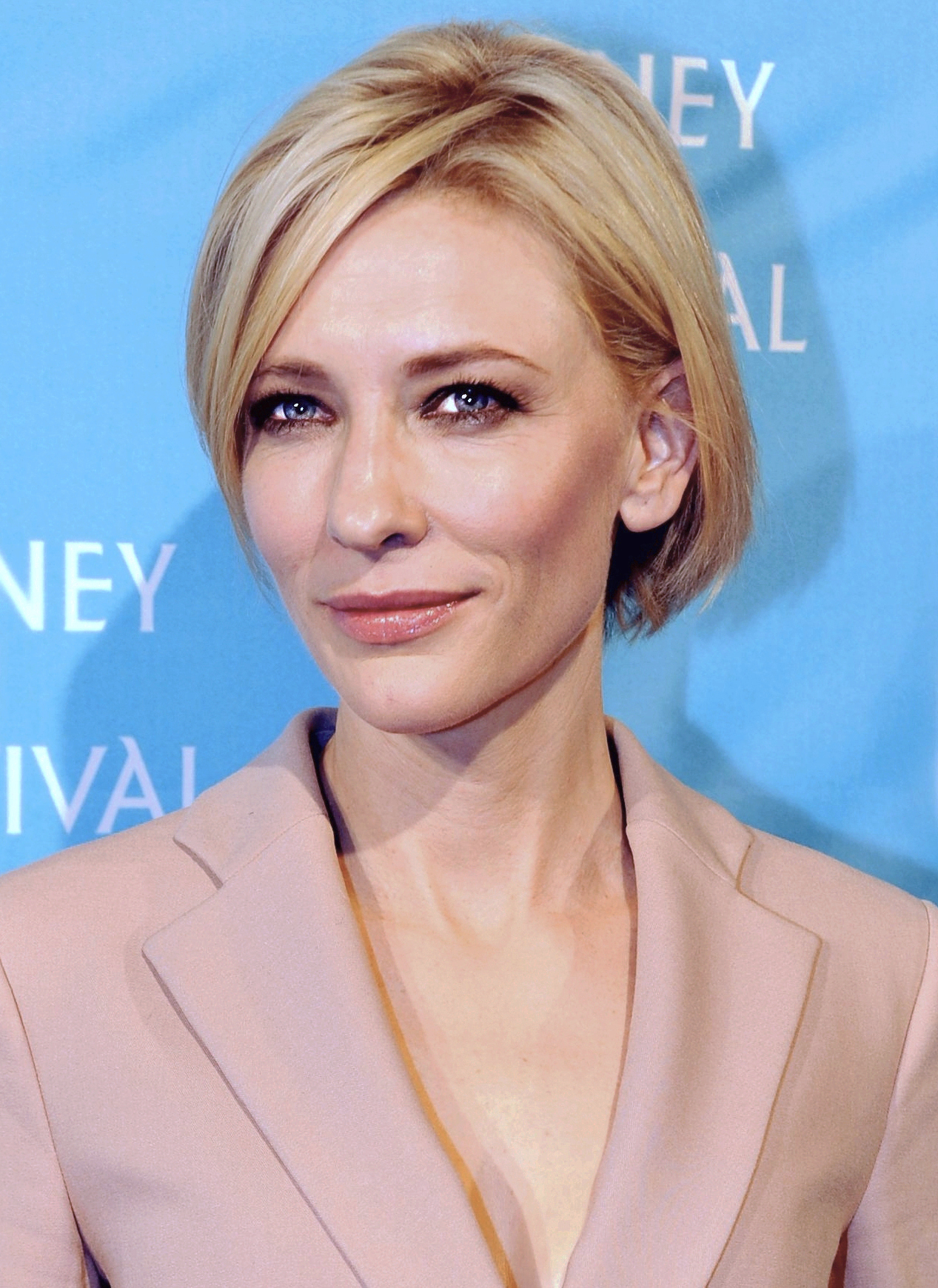
Кейт Бланшетт, «Найкраща жіноча роль»
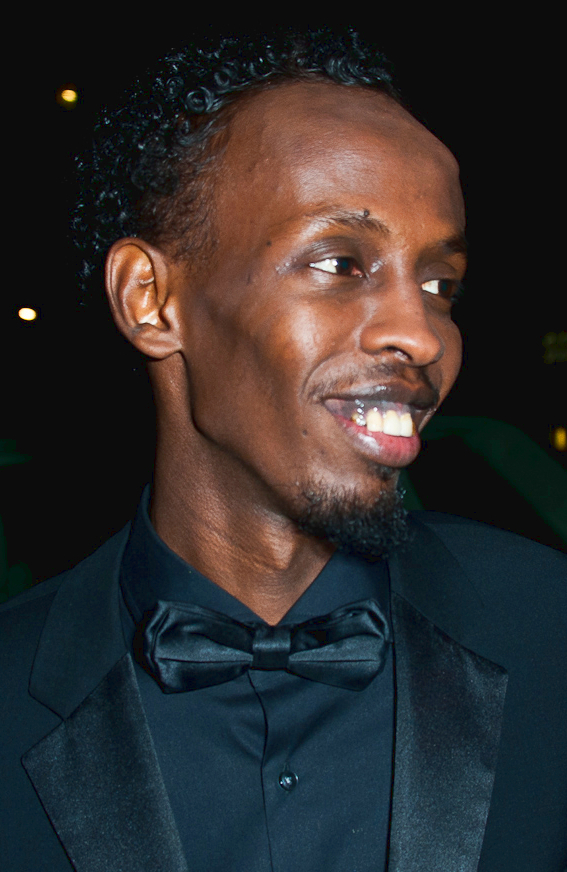
Бархад Абді, «Найкраща чоловіча роль другого плану»
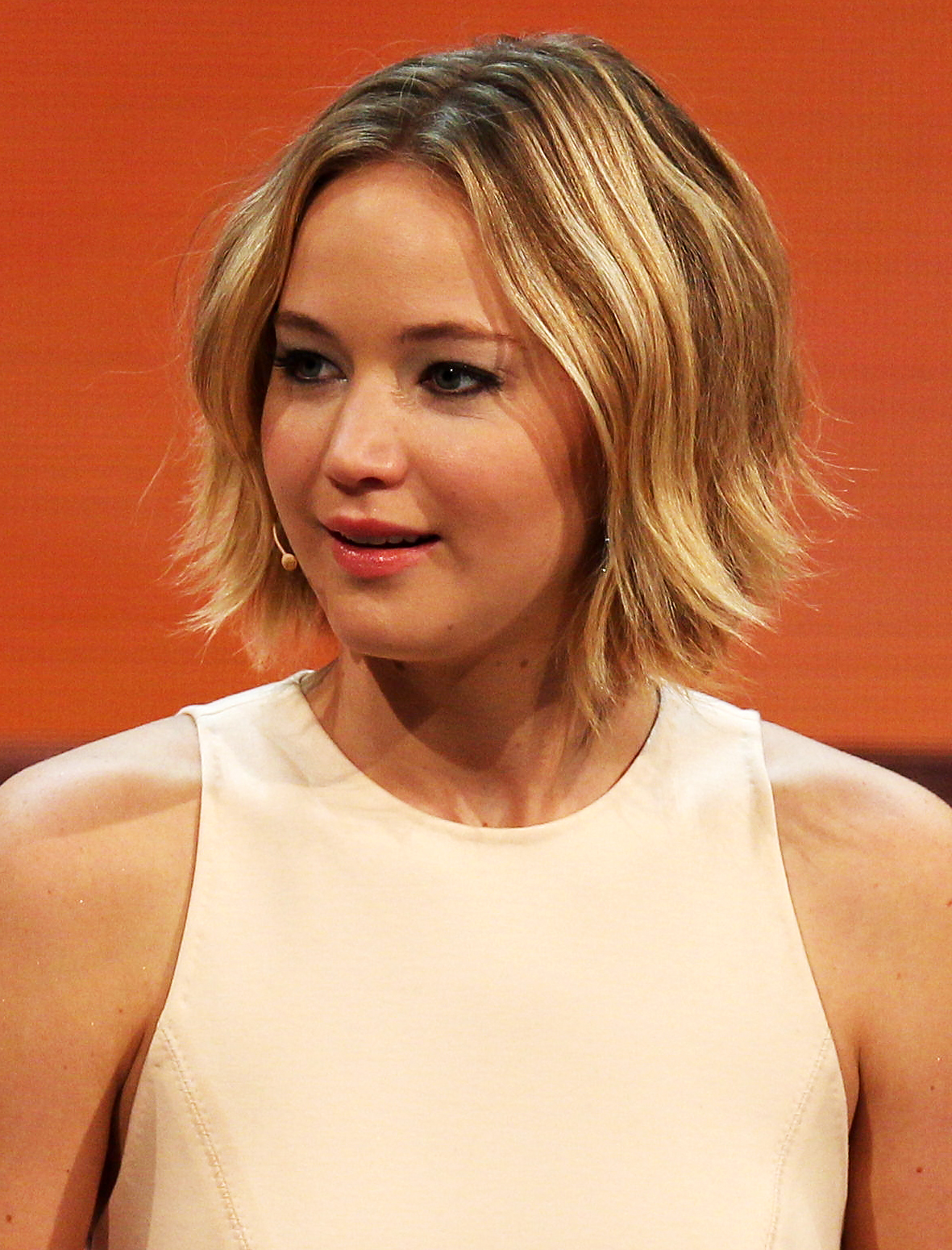
Дженніфер Лоуренс, «Найкраща жіноча роль другого плану»

| Найкращий фільм | Найкращий режисер |
| --- | --- |
| «12 років рабства» - «Американська афера» - «Капітан Філліпс» - «Гравітація» - «Філомена» | Альфонсо Куарон — «Гравітація» - Стів Макквін — «12 років рабства» - Девід Расселл — «Американська афера» - Пол Ґрінґрасс — «Капітан Філліпс» - Мартін Скорсезе — «Вовк з Уолл-стріт» |
| Найкраща чоловіча роль | Найкраща жіноча роль |
| Чіветел Еджіофор — «12 років рабства» (Соломон Нортап) - Крістіан Бейл — «Американська афера» (Ірвінг Розенфельд) - Брюс Дерн — «Небраска» (Вуді Грант) - Леонардо Ді Капріо — «Вовк з Уолл-стріт» (Джордан Белфорт) - Том Генкс — «Капітан Філліпс» (Річард Філліпс) | Кейт Бланшетт — «Жасмин» (Жанет «Жасмин» Френсіс) - Емі Адамс — «Американська афера» (Евелін Найт) - Сандра Буллок — «Гравітація» (Раян Стоун) - Джуді Денч — «Філомена» (Філомена Лі) - Емма Томпсон — «Порятунок містера Бенкса» (Памела Ліндон Треверс)                                                                  |
| Найкраща чоловіча роль другого плану | Найкраща жіноча роль другого плану |
| Бархад Абді — «Капітан Філліпс» (Абдувалі Мусе) - Даніель Брюль — «Гонка» (Нікі Лауда) - Бредлі Купер — «Американська афера» (Річі ДіМасо) - Метт Деймон — «Моє життя з Лібераче» (Скотт Торсон) - Майкл Фассбендер — «12 років рабства» (Едвін Еппс)                 | Дженніфер Лоуренс — «Американська афера» (Розалін Розенфельд) - Саллі Гокінс — «Жасмин» (Джинджер) - Люпіта Ніонго — «12 років рабства» (Петсі) - Джулія Робертс — «Серпень: Графство Осейдж» (Барбара Вестон-Фордгем) - Опра Вінфрі — «Дворецький» (Глорія Гейнс)                                                          |
| Найкращий оригінальний сценарій | Найкращий адаптований сценарій |
| Ерік Воррен Сінгер і Девід Расселл — «Американська афера» - Вуді Аллен — «Жасмин (фільм)» - Брати Коен — «Всередині Л'юіна Девіса» - Альфонсо Куарон і Хонас Куарон — «Гравітація» - Боб Нельсон — «Небраска»                                                         | Стів Куган і Джефф Поп — «Філомена» - Ричард ЛаГравенезе — «Моє життя з Лібераче» - Біллі Рей — «Капітан Філліпс» - Джон Рідлі — «12 років рабства» - Теренс Вінтер — «Вовк з Уолл-стріт» |
| Найкраща операторська робота | Найкращий дебют британського режисера, сценариста чи продюсера |
| Еммануель Любецкі — «Гравітація» - Шон Боббітт — «12 років рабства» - Баррі Екройд — «Капітан Філліпс» - Бруно Дельбоннель — «Всередині Л'юіна Девіса» - Фідон Папамайкл — «Небраска»                                                                                 | Кіран Еванс (режисер/сценарист) — «Келлі + Віктор» - Колин Карберрі (сценарист) і Гленн Паттерсон (сценарист) — «Хороші вібрації» - Скотт Грехем (режисер/сценарист) — «Шелл» - Келлі Марсел (сценарист) — «Порятунок містера Бенкса» - Пол Райт (режисер/сценарист) та Поллі Стоукс (продюсер) — «За тих, хто у небезпеці» |
| Найкращий британський фільм | Найкращий документальний фільм |
| «Гравітація» - «Мандела: Довгий шлях до свободи» - «Філомена» - «Гонка» - «Порятунок містера Бенкса» - «Велетень егоїст» | «Акт убивства» - «Брехня Армстронга» - «Чорний плавець» (англ. Blackfish) - «Вермеєр тіма» - «Ми викрадаємо таємниці: Історія WikiLeaks» |
| Найкраща музика до фільму | Найкращий звук |
| Стівен Прайс — «Гравітація» - Ганс Ціммер — «12 років рабства» - Джон Вільямс — «Книжкова злодійка» - Генрі Джекмен — «Капітан Філліпс» - Томас Ньюман — «Порятунок містера Бенкса»                                                                                   | «Гравітація» - «Не згасне надія» - «Капітан Філліпс» - «Всередині Л'юіна Девіса» - «Гонка» |
| Найкраща робота художника-постановника | Найкращі візуальні ефекти |
| «Великий Гетсбі» - «12 років рабства» - «Американська афера» - «Моє життя з Лібераче» - «Гравітація» | «Гравітація» - «Хоббіт: Пустка Смога» - «Залізна людина 3» - «Тихоокеанський рубіж» - «Стартрек: Відплата» |
| Найкращий дизайн костюмів | Найкращий грим і зачіска |
| «Великий Гетсбі» - «Американська афера» - «Моє життя з Лібераче» - «Невидима жінка» - «Порятунок містера Бенкса» | «Американська афера» - «Моє життя з Лібераче» - «Дворецький» - «Великий Гетсбі» - «Хоббіт: Пустка Смога» |
| Найкращий монтаж | Найкращий неангломовний фільм |
| «Гонка» - «12 років рабства» - «Капітан Філліпс» - «Гравітація» - «Вовк з Уолл-стріт» | «Велика краса» - «Акт Убивства» - «Життя Адель» - «Метро Маніла» - «Ваджда» |
| Найкращий анімаційний фільм | Найкращий анімаційний короткометражний фільм |
| «Крижане серце» - «Нікчемний Я 2» - «Університет монстрів» | «Sleeping with the Fishes» - «Everything I Can See from Here» - «I Am Tom Moody» |
| Найкращий короткометражний фільм | Висхідна зірка |
| «Room 8» - «Island Queen» - «Keeping Up with the Joneses» - «Orbit Ever After» - «Sea View» | Вілл Поултер - Дейн ДеГаан - Джордж МакКей - Люпіта Ніонго - Леа Сейду |